# Андреас Купфер
Андреас Купфер (нім. Andreas Kupfer, 7 травня 1914, Швайнфурт — 30 квітня 2001, там само) — німецький футболіст, що грав на позиції півзахисника, зокрема, за клуб «Швайнфурт 05», а також національну збірну Німеччини.

## Клубна кар'єра
У футболі дебютував 1930 року виступами за команду «Швайнфурт 07».
У 1933 році перейшов до «Швайнфурт 05», кольори якого і захищав протягом усієї своєї подальшої кар'єри гравця, що тривала чотирнадцять років. 

## Виступи за збірну
1935 року дебютував в офіційних матчах у складі національної збірної Німеччини. Протягом кар'єри у національній команді, яка тривала 8 років, провів у її формі 44 матчі, забивши 1 гол.
У складі збірної був учасником чемпіонату світу 1938 року у Франції, де зіграв в першому матчі проти Швейцарії (1-1) і в переграванні (2-4).
Помер 30 квітня 2001 року на 87-му році життя у місті Швайнфурт.